# Harri Olli
Harri Olli (Rovaniemi, 15 januari 1985) is een Finse schansspringer. Hij is lid van de skiclub Ounasvaaran Hiihtoseura en wordt getraind door Pentti Olli. Hij won in 2005 en 2006 telkens twee wedstrijden in de Continental Cup maar raakte in de Wereldbeker slechts drie keer in de top 10. Hij verraste dan ook vriend en vijand door bij de Wereldkampioenschappen Schansspringen van 2007 in Sapporo de zilveren medaille te veroveren op de grote schans. Hij hielp een dag later het Finse team naar de vierde plaats in de landenwedstrijd.
Olli werd toegelaten tot de universiteit van Oulu om daar wiskunde te studeren, maar hij besloot zich te concentreren op het skispringen en zijn studies voorlopig aan de kant te schuiven.
Op 27 februari 2008 werd bekendgemaakt dat Harri door de skifederatie in zijn eigen land tot het einde van het seizoen 2007/2008 wordt geschorst omdat hij de interne regels van het Finse nationale team heeft geschonden. Olli zou op een feestje na de wereldkampioenschappen skivliegen 2008 in dronken toestand een official van het nationale team hebben beledigd. Het is niet de eerste keer dat Olli het nieuws haalt met zijn losbandige leven, in de Finse media wordt hij nu al vergeleken met zijn landgenoot Matti Nykänen.
De sportieve revanche kwam een jaar later. In februari 2009 won hij bij het skivliegen in Oberstdorf zijn eerste wereldbekerwedstrijd.

## Belangrijkste resultaten

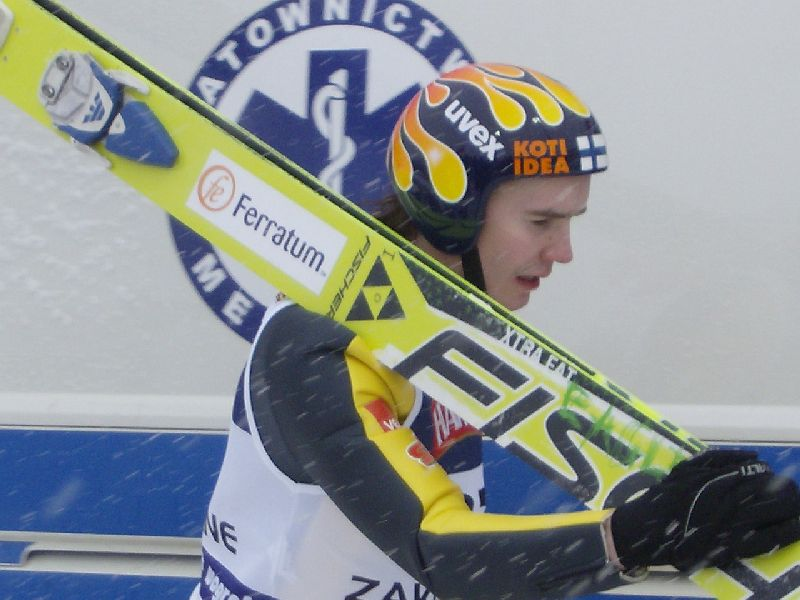
Olli in 2008 tijdens de wereldbeker in Zakopane

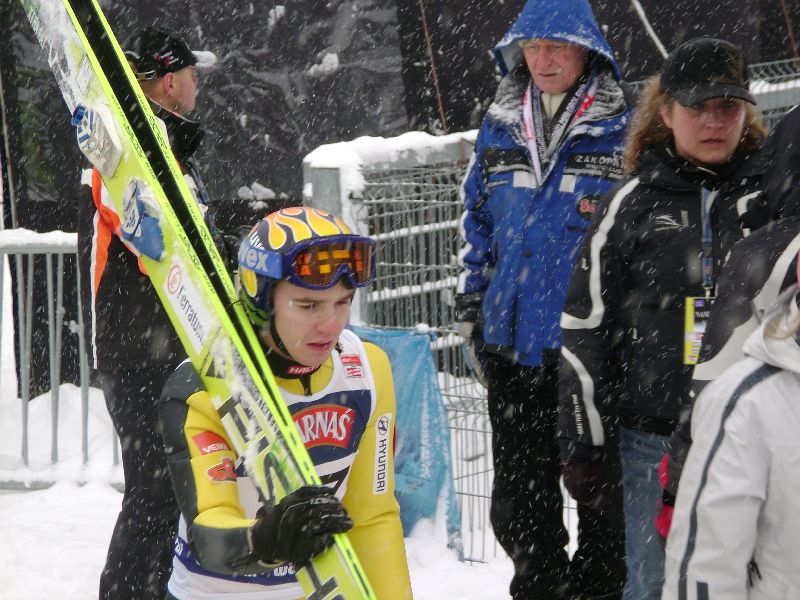
Olli in 2008 tijdens de wereldbeker in Zakopane

### Wereldkampioenschappen junioren
| Jaar | Plaats    | Resultaten                                          |
| ---- | --------- | --------------------------------------------------- |
| 2002 | Schonach  | landenwedstrijd normale schans                      |
| 2003 | Solleftea | 11e normale schans · landenwedstrijd normale schans |

### Wereldkampioenschappen schansspringen
| Jaar | Plaats  | Resultaten                                                          |
| ---- | ------- | ------------------------------------------------------------------- |
| 2007 | Sapporo | 31e normale schans · grote schans · 4e landenwedstrijd grote schans |
| 2009 | Liberec | 13e normale schans 21e grote schans 6e landenwedstrijd grote schans |

### Wereldkampioenschappen skivliegen
| Jaar | Plaats     | Resultaten                                  |
| ---- | ---------- | ------------------------------------------- |
| 2008 | Oberstdorf | landenwedstrijd · 6e individiuele wedstrijd |

### Wereldbeker

#### Individuele wereldbekeroverwinningen
laatst bijgewerkt op 22 maart 2009
| #                                    | Datum            | Plaats      | Schans |
| ------------------------------------ | ---------------- | ----------- | ------ |
| wereldbeker schansspringen 2008/2009 |                  |             |        |
| 1                                    | 14 februari 2009 | Oberstdorf  | FH     |
| 2                                    | 13 maart 2009    | Lillehammer | LH     |
| 3                                    | 22 maart 2009    | Planica     | FH     |

#### Eindstand algemene wereldbeker
| Seizoen   | Plaats |
| --------- | ------ |
| 2003/2004 | 70e    |
| 2004/2005 | —      |
| 2005/2006 | 36e    |
| 2006/2007 | 28e    |
| 2007/2008 | 26e    |
| 2008/2009 | 4e     |